# XK
XK (Kell blood group precursor) – białko znajdujące się na erytrocytach ludzkiej krwi i komórkach innych tkanek. Stanowi antygen Kx odgrywający rolę w determinacji grup krwi.

## Znaczenie kliniczne
Mutacja dotycząca białka XK może prowadzić do zespołu McLeoda, będącego zaburzeniem wielu układów i charakteryzującego się anemią hemolityczną, miopatią, akantocytozą i pląsawicą.
Gen XK znajduje się na chromosomie X. Brak białka XK dziedziczy się więc w sposób sprzężony z płcią.

## Funkcja
XK jest transportowym białkiem transbłonowym o nieznanej bliżej roli.